# Logatec
Logatec (németül: Loitsch, olaszul: Longatico) egy város Szlovéniában. A Logateci község székhelye. Közép-Szlovéniában helyezkedik el, a főváros Ljubljana és Postojna között.

## Név eredete
A név kelta eredetű,  valószínűleg a longatis, vagyis révész szóból származik. Ezt vették át a rómaiak, a római korban a település neve Longaticum volt. A szlávok pedig ezt kölcsönözték. A római korban a település fontos csomópont volt, itt haladt át az Emonát és Aquielát összekötő út. 1265-ben Logach néven, 1296-ban Logatzc, 1307-ben Logatsch, 1319-ben Logacz néven említik.

## Történelem
A település elsőként a rómaiak által volt lakott a Longaticum rendelkezett egy postaállomással (a Mansio Longaticoval), mely fontos csomópont volt Itália felé.
A második világháború után 3 tömegsírt találtak, melyben civilek holttestei voltak.
A mostani város a következő települések egyesüléséből jött létre:
- Blekova Vas
- Brod, 1972-ben csatlakozott.
- Cerkovska Vas
- Čevica, 1972-ben csatlakozott.
- Dolenja Vas
- Dolenji Logatec, 1972-ben csatlakozott.
- Gorenja Vas, 1972-ben csatlakozott.
- Gorenji Logatec, 1972-ben csatlakozott.
- Mandrge
- Martinj Hrib, 1972-ben csatlakozott.

## Fordítás
- Ez a szócikk részben vagy egészben  a   Logatec című angol Wikipédia-szócikk ezen változatának fordításán alapul.  Az eredeti cikk szerkesztőit annak laptörténete sorolja fel. Ez a jelzés csupán a megfogalmazás eredetét és a szerzői jogokat jelzi, nem szolgál a cikkben szereplő információk forrásmegjelöléseként.